# Droit letton

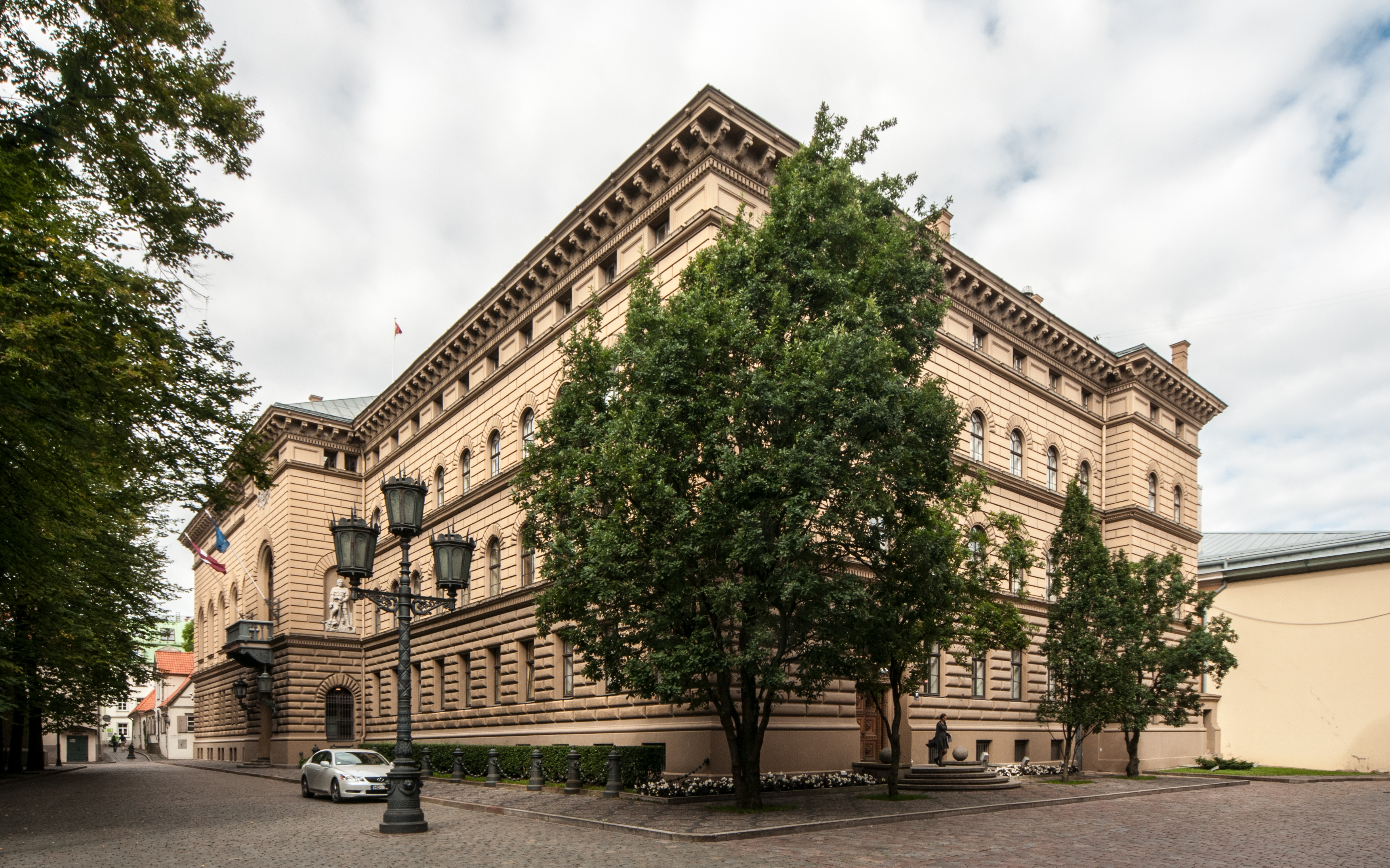
Le parlement de Lettonie.

Le droit letton est le droit de tradition civiliste, de la sous-catégorie austro-allemande, appliqué en Lettonie.

## Sources du droit
Les sources du droit sont, en Lettonie, hiérarchiquement : la Constitution, les lois et règlements ministériels ayant force de loi, les règlements ministériels, et les règlements obligatoires des autorités locales.

### Constitution
La Constitution est la loi suprême de la Lettonie.

### Droit international
L'article 15(3) de la loi sur la procédure administrative dispose que les normes de droit international ont une autorité supérieure aux lois en cas de conflit avec celles-ci.

### Droit de l'Union européenne
L'article 15(4) de la loi sur la procédure administrative dispose que les normes légales de l’Union européenne doivent être appliquée conformément à leur place dans l’ordre légale international. Par ailleurs l'article dispose que les institutions et juridictions doivent prendre en compte les décisions rendues par la Cour de justice de l'Union européenne.
Par conséquent, le droit de l'Union européenne doit s'appliquer conformément à l’article 15(3). Cependant, l'interprétation de l’article 68 de la Constitution sur les transferts de compétence peut être remis en cause par les principes de souveraineté et d'indépendance des articles 1 et 2 de la Constitution.

### Législation
L'article 64 de la Constitution dispose que « le pouvoir législatif appartient à la Saeima ainsi qu'au peuple ».

### Principes généraux du droit
Les principes généraux du droit sont listés à l’article 4 de la loi sur la procédure administrative : le principe du respect des droits de la personne ; le principe d'égalité ; le principe d'État de droit ; le principe de l'application raisonnable du droit ; le principe d'interdiction de l'arbitraire ; le principe de confiance légitime ; le principe de motivation ; le principe de régime démocratique ; le principe de proportionnalité et le principe de primauté du droit.

### Coutume
L'article 2, sous-paragraphe 2 du Code civil dispose que « la coutume ne peut ni annuler ni modifier une loi et elle est applicable dans les cas prévus par la législation ».

## Organisation juridictionnelle

### Ordre judiciaire
L'ordre judiciaire est divisé en trois degrés de juridictions : les Tribunaux d’arrondissement (rajona ou pilsētas tiesas, les Tribunaux régionaux ('apgabaltiesas) et la Cour suprême (Augstākā tiesa).
Le tribunal d'arrondissement est la juridiction de premier degré pour les affaires civiles, pénales et administratives. Il statue à juge unique en matière civile et administrative et collégialement en matière pénale.
Les tribunaux régionaux sont au nombre de six : à Riga, Kurzeme, Latgale, Vidzeme, Zemgale et le tribunal régional administratif. Les tribunaux régionaux sont les juridictions de premier degré pour les affaires civiles et pénales relevant de leur compétence aux termes de la loi. Ils sont la juridiction de second degré pour les affaires civiles, pénales et administratives qui ont été jugées par les tribunaux d’arrondissement.
La Cour suprême est la plus haute juridiction de la Lettonie. Elle est composée du Senāts, l'instance de cassation, et de deux chambres (civile et pénale).

### Ordre administratif
L'ordre administratif est composé du tribunal administratif régional et du tribunal administratif d'arrondissement dont la juridiction couvre l'ensemble du territoire administratif letton.